# Language (日本のバンド)
Language（ランゲージ）は、日本のバンド。

## 概要
掛川陽介（DJ Synthesizer）、本澤尚之、Kaoriによって結成。2009年8月に1作目のアルバム『Slower Than Summer』を発表後、WIRE（2009年）、音霊（2010年）、DOMMUNE（2011年）、さるハゲロックフェスティバル（2012年）、その他でライブ活動を行っている。2011年3月に2作目のアルバム『Northern Lights』をリリース。テクノ、ハウス、ポストロック、シューゲイザーなどの要素が混在する音楽スタイルを持つ。
ボーカルのKaoriは、Crue-L Recordsからシングル1作とアルバム2作のソロ作品をリリースしているほか、マイク・ヴァン・ダイク、トーマス・シューマッハ、スティーブ・バグ、トビーネイション、Hiroshi Watanabe、KAGAMI、DJ TASAKA、GK、DJ KAWASAKI、NEWDEALらとコラボレーションや作品リリースを行っている。

## メンバー
- Kaori（かおり）-　ボーカル
- 掛川陽介（かけがわ ようすけ）- ギター、コンピューター
- 本澤尚之（ほんざわ なおゆき）- ベース、コンピューター

## ディスコグラフィー

### アルバム
1. Slower Than Summer（2009年8月5日、Madoromi Label、MDR-001）
2. Northern Lights（2011年3月23日、Madoromi Label、MDR-002）

### シングル
1. Deeply Higher-Toby+T-AK Remix（2011年3月23日、配信限定）
2. Cosmostate-DJ TASAKA Remix（2011年3月30日、配信限定）
3. Cosmostate-Club Edit（2011年3月30日、配信限定）